# Robert McLane
Robert Joel McLane (* 4. August 1944 in Macon, Georgia; † 30. September 1992 in Riverside, Kalifornien) war ein US-amerikanischer Schauspieler. Er nannte sich auch Robert Joel.
McLane studierte an der Furman University. In den 1970ern begann seine Karriere, er spielte unter anderem in den Film Little Murders und Blue summers. Seine bekannteste Rolle war die des Paul in Russ Meyers Film Drüber, drunter und drauf (im Original Up!). In A very natural thing spielte McLane zusammen mit Bo White einen Homosexuellen. Danach lebte er auch im wirklichen Leben offen homosexuell. Am Broadway war er in Arthur L. Kopits Little Murders zu sehen.
Robert McLane starb am 30. September 1992 an AIDS.